# Genom barriären
Genom barriären var Rolands Gosskörs andra EP och släpptes 1984. Även denna släpptes först i fyra exemplar och sen i 500 ex. Den blev inspelad i Vallentuna kommun i studion Örfeel som ägdes av Anders Edenborg.

## Låtförteckning
| Nr | Titel          |  |
| -- | -------------- |  |
| 1. | Behov          |  |
| 2. | Riv Alla Murar |  |
| 3. | Bollkontroll   |  |